# Marlena Piontek
Marlena Piontek – polska specjalistka w zakresie mikrobiologii technicznej, toksykologii środowiska, biologii sanitarnej, ekologii stosowanej, mikologii w budownictwie, biotechnologie w inżynierii środowiska, hydrobiologii technicznej, metod bioindykacyjnych w ekotoksykologii, dr hab. nauk technicznych, profesor nadzwyczajny Instytutu Inżynierii Środowiska, oraz prodziekan Wydziału Budownictwa, Architektury i Inżynierii Środowiska Uniwersytetu Zielonogórskiego.

## Życiorys
Obroniła pracę doktorską, 27 kwietnia 2005 habilitowała się na podstawie pracy zatytułowanej Grzyby pleśniowe i ocena zagrożenia mikotoksycznego w budownictwie mieszkaniowym. Otrzymała nominację profesorską. Objęła funkcję profesora nadzwyczajnego w Instytucie Inżynierii Środowiska, a także prodziekana na Wydziale Budownictwa, Architektury i Inżynierii Środowiska Uniwersytetu Zielonogórskiego.